# Dichapetalum humbertii
Dichapetalum humbertii är en tvåhjärtbladig växtart som beskrevs av Descoings. Dichapetalum humbertii ingår i släktet Dichapetalum och familjen Dichapetalaceae. Inga underarter finns listade i Catalogue of Life.